# Egipatska astronomija
Egipatska astronomija počinje još u vreme pre egipatskih dinastija. Prisustvo kamenih krugova u Nabta Plaji iz 5. milenijuma pne. pokazuje značaj astronomije za verski život u Egiptu čak i u tom davnom vremenu. Godišnje izlivanje Nila je bilo povod da helijakalni izlasci (prva pojavljivanja zvezda u zoru) budu od posebnog interesa u određivanju vremena kada bi se ono moglo dogoditi.
Zato nije čudno da je 365-dnevni period egipatskog kalendara korišćen od početka istorije Egipta. Ovaj kalendar predstavlja i glavni doprinos egipatske astronomije, jer će 365-dnevnu godinu koristiti grčko-rimski i kasniji astronomi radi jednostavnijih proračuna, a izvršiće uticaj i pri julijanskoj reformi kalendara, zahvaljujući čemu današnji de fakto svetski kalendar takođe ima 365-dnevnu godinu u svojoj osnovi. I sistem sazvežđa kakav su Egipćani koristili je izgleda u osnovi domaćeg porekla.
Precizna orijentacija egipatskih piramida je trajno svedočanstvo visokog stepena tehničke veštine u posmatranju neba, dostignutog u 3. milenijumu pne. Pokazano je da su Piramide bile usmerene prema tadašnjoj polarnoj zvezdi, Tuban u Zmaju, koja to više nije zbog precesije ekvinoksa. Analiza lokaliteta Amun-Raovog hrama u Karnaku, uzimajući u obzir promenu nagiba ekliptike, pokazala je da je ovaj Veliki hram bio ustrojen prema izlasku Sunca na dan kratkodnevice. U drugim danima u godini, hodnik kroz koji sunčeva svetlost prolazi bi bio samo delimično osvetljen. 
Astronomija je igrala značajnu ulogu u verskim pitanjima, za određivanje datuma festivala i časova noći. Sačuvani su naslovi nekih hramovnih knjiga, u kojima su beležena kretanja i mene Sunca, Meseca i zvezda. Naročito značajna tačka je bila izlazak Sirijusa (egipatski: Sopdet, grčki: Sothis), na početku godišnjeg izlivanja Nila.
Klement Aleksandrijski, pišući u rimsko doba, daje neku ideju o značaju astronomskih osmatranja za svete obrede:
I zatim Pevač uvodi Astrologa (ὡροσκόπος), sa horologijem (ὡρολόγιον) u ruci, i palmom (φοίνιξ), simbolima astrologije. On mora napamet znati hermetičke astrološke knjige, kojih je četiri na broju. Od ovih, jedna je o rasporedu nepokretnih zvezda koje su vidljive; jedna o položajima Sunca i Meseca i pet planeta; jedna o kounkcijama i menama Sunca i Meseca; i jedna se bavi njihovim izlascima
Astrologovi instrumenti ("horologij" i "palma") su visak i instrument za osmatranje. Oni su identifikovani sa dva objekta sa natpisima u Berlinskom muzeju; kratka drška na koju je okačen visak i palmova grana sa nišanskim prorezom na širem kraju. Taj kraj se drži blizu oka a visak u drugoj, verovatno ispruženoj, ruci. "Hermetičke" knjige koje Kliment pominje su u stvari egipatski teološki tekstovi, koji verovatno nemaju veze sa helenističkim hermetizmom.
Iz tabela zvezda na tavanici grobova Ramzesa VI i Ramzesa IX izgleda da je, radi utvrđivanja časova noći, čovek koji sedi na zemlji bio okrenut Astrologu tako da je linija osmatranja polarne zvezde prelazila posred njegove glave. U različitim danima godine svaki sat je bio određivan nekom zvezdom koja je kulminirala ili skoro kulminirala na liniji, a položaj ovih zvezda u tom trenutku je dat u tabelama putem odrednica kao "u sredini", "na levom oku", "na desnom ramenu" itd. Prema ovim tekstovima, istim načinom je određivana severna osovina prilikom gradnje ili obnove hramova, pa se može zaključiti da je bio uobičajen za astronomska osmatranja. U pažljivim rukama mogao je dati visokoprecizne rezultate.